# Cornelia Sollfrank

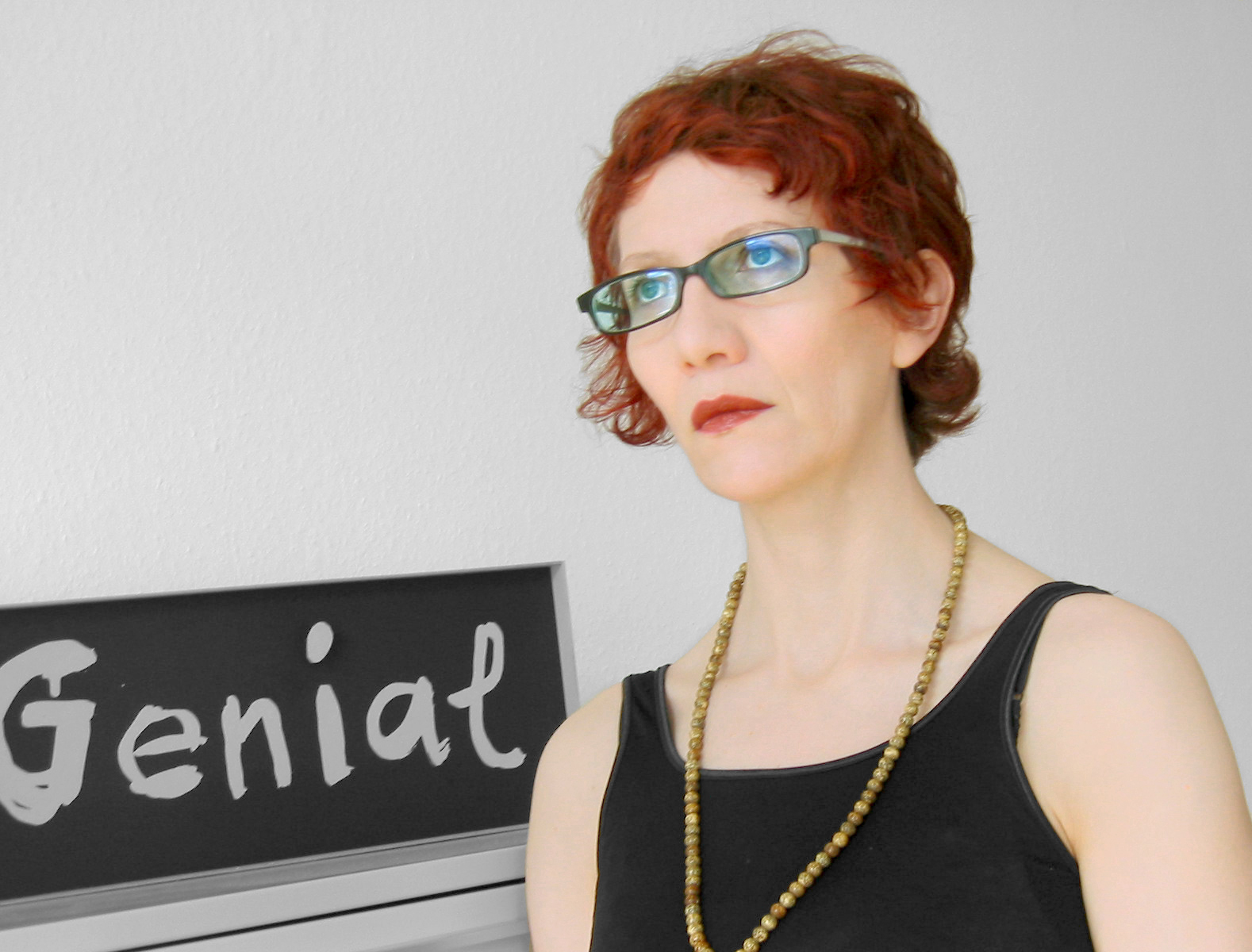
Cornelia Sollfrank (2004)

Cornelia Sollfrank (* 1960 in Feilershammer) ist Künstlerin, Forscherin und Autorin. In den 1990er Jahren gehörte sie zu den Pionierinnen der Netzkunst und war eine wichtige Vertreterin des Cyberfeminismus; ihre Arbeitsschwerpunkte sind Gender und Technologien sowie Urheberrecht, digitale Commons und die Performativität von Daten. Sie lebt in Berlin, Deutschland. Ihr Werk wurde 2025 mit dem HAP-Grieshaber-Preis ausgezeichnet.

## Leben

### Ausbildung/Studium
Von 1987 bis 1994 studierte Sollfrank Malerei an der Kunstakademie in München (bei Helmut Sturm) und Freie Kunst an der Hochschule für bildende Künste Hamburg (bei Bernhard Johannes Blume). Sie schloss ihr Studium mit Auszeichnung ab. 2011 beendete Sollfrank ihre praxisgeleitete Forschung an der University of Dundee und mit ihrer Dissertation Performing the Paradoxes of Intellectual Property.

### frauen-und-technikund-Innen
Bereits während ihres Studiums ist sie Gründerin und Mitglied zweier Künstlerinnengruppen: 1990 entsteht in Hamburg mit neun anderen Künstlerinnen die Gruppe frauen·und·technik. frauen·und·technik beschäftigte sich weniger mit der Geschlechterfrage – wie der Titel vermuten lässt – als vielmehr mit Strategien von Marketing und Werbung. Die Entwicklung eindeutiger Zeichen (Logos) oder Erscheinungsbilder (Corporate Identity) Ende der 1980er Jahre, die die Philosophie eines Unternehmens repräsentieren, wurde nun nicht mehr nur für das Produkt eines Wirtschaftsunternehmens, sondern mit der zeitgleichen Entwicklung des Kultursponsoring auch für die Kunst nutzbar gemacht. Daraus resultierten Werbeeffekte, die frauen·und·technik zugleich nutzten und aufdeckten. Sollfrank nahm mit frauen·und·technik u. a. 1992 an dem Fernsehprojekt Piazza Virtuale während der documenta IX teil. 1993 ging aus frauen·und·technik eine neue Gruppe hervor. –Innen ging es um Fragen zum Thema Urheberrecht, Originalität und Autorinnenschaft im Netz. In der künstlerischen Forschung, den Performances und Interventionen fand eine medienkritische Auseinandersetzung, insbesondere mit dem Fernsehen statt.

### OBN (Old Boys Network)
Sollfranks war eine der Gründerinnen des Netzwerks OBN (Old Boys Network) 1997 in Berlin, gemeinsam mit einigen ehemaligen Mitgliedern von –Innen (Ellen Nonnenmacher und Susanne Ackers) sowie Mitgliedern der australischen Künstlerinnengruppe VNS Matrix (Julianne Pierce und Josephine Starrs). Diese Allianz aus Wissenschaftlerinnen, Künstlerinnen und Aktivistinnen praktiziert bis heute einen experimentellen Umgang mit Netzwerkstrukturen. Unter dem Motto „The Mode is the Message – The Code is the Collective“ verfolgt das Netzwerkt das Ziel Cyberfeminismus nicht nur zu thematisieren oder theoretisieren, sondern strukturbildend zu verwirklichen.
Ebenfalls 1997 organisierte Sollfrank mit den Kolleginnen des Old Boys Network die erste internationale Cyberfeminismus-Konferenz, first Cyberfeminist International, im Rahmen des Medienlabors HybridWorkspace auf der documenta X in Kassel. Fokus der Veranstaltungen war das Thema Frauen in der Netzkunst bzw. Netzkultur. Die Konferenz stellte hundert Anti-Thesen zur Frage, was Cyberfeminismus sei, auf. 1999 und 2001 folgten zwei weitere Konferenzen.
Die Website obn.org dokumentiert seit der Gründung von OBN die Aktivitäten des Netzwerks.
Außerdem wurde im Rahmen der documenta studien an der Kunsthochschule Kassel von August 2020 bis April 2022 sowie in enger Kooperation mit dem documenta archiv das „obn_archive. Ein situiertes Archiv des Old Boys Network“ entwickelt und umgesetzt. Dabei standen die Sichtung, Erschließung und Digitalisierung der Materialien sowie deren Reflexion und Aktualisierung durch kollektive Mehrstimmigkeit im Zentrum.

### Forschung und weitere Tätigkeiten
Sollfrank arbeitet als freischaffende Künstlerin, Autorin und Forscherin im Bereich Netzkultur und Netzkunst.
Von 1999 bis 2004 dozierte Sollfrank an verschiedenen Hochschulen und Universitäten, unter anderem an der Hochschule für bildende Künste Hamburg, der Universität Lüneburg, der Universität Oldenburg und an der Bauhaus-Universität Weimar.
Cornelia Sollfrank war Mitglied im Deutschen Künstlerbund, in dessen Monatszeitschrift Kunstreport sie 2001 den selbstironischen Beitrag Erfolgsstrategie und Selbstboykott. Wie entkomme ich dem Kunstmarkt und werde gleichzeitig eine erfolgreiche Künstlerin? schrieb.
2004 wurde Sollfrank als aussichtsreiche Kandidatin der künstlerischen Geschäftsführerin der Linzer Ars Electronica in Nachfolge Gerfried Stockers gehandelt, verblieb nach den Hearings als einzige Alternative Stockers und wurde dann doch nicht bestellt. In der Zeitschrift Kulturrisse konstatierte sie einen Wunsch „nach einem Kurswechsel, nach einer Erneuerung“.
Von 2006 bis 2011 arbeitete Sollfrank als künstlerische Forscherin an Dundee University in Schottland und promovierte 2012 mit der Arbeit "Performing the Paradoxes of Intellectual Property. A practice-led Investigation into the Conflicting Relationship between Copyright and Art."
Von 2009 bis 2012 war Sollfrank Mitarbeiterin von Creating Worlds, einem Forschungsprojekt des eipcp (european institute for progressive cultural policies), das die Beziehung zwischen Kunstproduktion und Wissensproduktion im Kontext der Transformation und der Krise des gegenwärtigen Kapitalismus erforschte.
Von 2012 bis 2015 kehrte sie an die Dundee University zurück und war „Lecturer for Contemporary Art Practices, Art & Theory, and Artistic Research in the Context of New Media“ am Duncan of Jordanstone College of Art and Design.
Im August 2018 hat Sollfrank das Buch Die schönen Kriegerinnen. Technofeministische Praxis im 21. Jahrhundert bei transversal texts Wien publiziert.
Von 2017 bis 2020 arbeitete sie als Research Associate an der Zürcher Hochschule der Künste für das Projekt Creating Commons.
2021 war sie Mitglied des Networks of Care des ngbk Berlin, einer Plattform zum Austausch über den Umgang mit künstlerischen Vor- und Nachlässen, privaten und öffentlichen Archiven und brachliegenden Dokumentationskonvoluten.
Sollfrank ist Betreiberin der Webpräsenz artwarez.org. Hier informiert sie über ihre eigene Arbeit, publiziert Interviews und eigene Texte und betreut einen Blog.

## Künstlerische Strategien
Sollfrank dekonstruiert seit Mitte der neunziger Jahre tradierte Begriffe und Konzepte wie etwa das Werk, die Originalität, die Genialität oder die Autorschaft, die noch heute den Kunstbetrieb oder das gültige Urheberrecht bestimmen. Mittels künstlerisch-subversiver, zum Teil auch gender-spezifischer Strategien erprobt sie im digitalen Medium neue Formen von performativer, kollaborativer und vernetzter Autorschaft.
Bezeichnend für Sollfranks Arbeiten ist der spielerische Charakter ihrer Interventionen in sozialen Systemen und ihr Changieren zwischen Zweckfreiheit und politischer Intention.
Ausgehend von Social Engineering und Social Hacking definiert Florian Cramer die Kunst Sollfranks als einen Hack des Sozialen mit digitalen und nicht-digitalen Mitteln. Hierbei konzentriere sich die Künstlerin mit dem Kunstbetrieb und der Computerkultur auf zwei Subsysteme, die sich mit der spielerischen Manipulation von Systemen im Allgemeinen und ihrer selbst im Speziellen befassen.
Sollfrank selbst bezeichnet ihre Arbeit als situativ, d. h. sie macht Einschnitte in soziale Systeme, deren Teil sie selbst ist. Sie will hierdurch nicht sichtbare, aber durchaus einflussreiche Beziehungen und Machtverhältnisse aufdecken, die sonst im Verborgenen bleiben würden.
So kritisiert Sollfrank beispielsweise den Umgang mit Netzkunst im musealen Bereich (Femal Extension). Sie stört und unterwandert das System Museum und macht sich die Strukturen dieser Institution zunutze, um die Probleme, die durch diese Strukturen vor allem für die Netzkunst auftreten, aufzuzeigen: „Netzkunst hatte für mich nichts mit Galerien und Museumsbetrieb zu tun, mit Jurierung und Preisen, weil das der ‚Natur’ des Netzes widerspricht. Netzkunst ist einfach im Netz, und dazu ist kein Museum erforderlich und kein Juror, der entscheidet, was die beste Netzkunst ist.“

## Ausgewählte Werke

### Female Extension
Bei der Arbeit Female Extension handelt es sich um einen Hack, dessen Ziel es war, die Ausschreibung der Hamburger Kunsthalle zum Thema „Extension. Das Internet als Material und Gegenstand“ im Jahr 1997 zu stören. Sollfrank sah den Mangel an Autoren, die sich an diesem Wettbewerb beteiligten, speziell den Mangel an Autorinnen voraus und kreierte 289 fiktive Künstlerinnen mit internationalen Identitäten, vollständigen Adressen, Telefonnummern und Mailadressen. Als Nächstes schuf sie mit Hilfe eines net.art generators scheinbar individuelle Werke, die sie ihren Künstlerinnen zuordnete. Sollfrank bekam für jede einzelne Netzkünstlerin ein Passwort, d. h. alle Künstlerinnen wurden von der Kunsthalle für den Wettbewerb zugelassen. Anschließend übertrug sie 127 Arbeiten der Künstlerinnen auf den Museumsserver. Innerhalb des Kunstkontext, also der Ausschreibung des Museums, wurden die Netzkünstlerinnen kritiklos als Künstlerinnen anerkannt.
Die Unterwanderung des Wettbewerbs wurde auch nach Einsendeschluss nicht bemerkt. Erst mit der Bekanntgabe der Sieger, zwei Tage vor der Preisverleihung, gab Sollfrank eine Presseerklärung ab, in der sie ihre Intervention aufdeckte. Die Kunsthalle hätte den Hack wahrscheinlich nie bemerkt. Während der laufenden Ausschreibung schmückte sich die Galerie der Gegenwart insbesondere mit der hohen weiblichen Beteiligung von zwei Dritteln der 280 Teilnehmer. Einen Preis sollte zwar keine der Frauen erhalten, aber die Juroren (Uwe M. Schneede, Rainer Wörtmann, Dellbrügge&deMoll, Valie Export und Dieter Daniels) nutzen die fingierte Beteiligung, um in der Öffentlichkeit hervorzuheben, wie aktuell und nah die neue Ausstellungshalle doch am gegenwärtigen Kunstgeschehen sei. Die schlechte Qualität des „HTML-Schrotts“ wurde wohl wahrgenommen, aber nicht weiter hinterfragt.

### Net.art generator
Der Generator, der in der Arbeit Female Extension zur Herstellung von 127 Netzkunstprojekten diente, ist seit 1999 als eigenständige Arbeit jedem User zugänglich. Für die Arbeit  net.art generator beauftragte die Künstlerin die Programmierer Ryan Johnston, Luka Frelih, Barbara Thoens und Ralf Prehn, unterschiedliche Softwarelösungen zu entwickeln, die sich in ihrer Suchstruktur und in der Komplexität der Ergebnisse unterscheiden.
Die Künstlerin ironisiert damit, die allgemeine Vorstellung von Netzkunst als Website-Kunst, in dem sie gerade Webseiten zu Kunst erklärt, die aus zufällig zusammen gestelltem Bild- und Textmaterial des Netzes entstehen. Jeder kann hier zum Netzkünstler werden, ganz nach dem Motto „Smart Artist makes the maschine do the work“: die Maschinen erledigen die eigentliche Arbeit. Das Motto der Webseite suggeriert dem User, dass er zum Netzkünstler werden kann. Doch das trifft nur bedingt zu: Durch das Abspeichern der collagierten Kunst häuft der belustigte User Kunst an, die Sollfrank unter ihrem Namen ausstellt. Ute Vorkoeper erweitert auf Grund dieser Tatsache das Motto der Website: „A smart artist orders programs which make the user do the work“.

### MuseumShop
Der MuseumShop ist eine Agentur, die hochwertige Reproduktionen einiger ausgewählter Werke aus der Sammlung des Märkischen Museums Witten produziert und verkauft. Das Märkische Museum, das weder eine Datenbank, noch eine eigene Homepage besitzt, ist in seiner finanziell angespannten Situation darauf angewiesen, langfristig die eigenen Ressourcen nutzbar zu machen, wie z. B. seien Rechte und Eigentumspositionen an den künstlerischen Werken auszuwerten. In diesem Projekt erforscht Sollfrank den Zusammenhang zwischen praktischer Museumsarbeit und geschützten Urheberrechten.
„Dabei ergeben sich vielfältige Widersprüche zwischen privaten und öffentlichen Interessen, die das Projekt „MuseumShop“ mit künstlerischen Mitteln auf die Spitze treiben wird.“

### This Is Not By Me
Bei THIS IS NOT BY ME handelt es sich um ein Ausstellungsprojekt, das aus sechs verschiedenen Arbeiten der Künstlerin besteht. Innerhalb dieses Werkzyklus setzt sich Sollfrank mit Fragen zum Thema Autorschaft, Originalität und dem geistigen Besitz in der Kunst auseinander. 2006 bis 2007 wurde die Einzelausstellung in drei unterschiedlichen Ausstellungsräumen auf drei unterschiedlichen Kontinenten (Hildesheim/Europa; Manila/Asien; New York City/USA) mit differenten Gesetzgebungen zum Urheberrecht gezeigt. Sollfrank greift in dieser Arbeit die Problematik des Urheberrechts im digitalen Medium auf und spitzt diese zu. Sie verfolgt den Diskurs um das Urheberrecht auf künstlerischer Ebene bereits seit 1997, u. a. mit der Arbeit Net.art Generator.
THIS IS NOT BY ME besteht aus sechs Arbeiten:
1. Legal Perspective , Videoinstallation mit vier Monitoren, plug.in, Basel, 2005
 Sollfrank generiert die berühmten „Flowers“ von Andy Warhol mit Hilfe des net.art generators und will diese ausstellen. Parallel zu den gezeigten Bildern, referieren auf vier Monitoren vier verschiedene Juristen, zum Thema Urheberrecht. Es geht um die Frage, wer der rechtmäßige Autor, eines durch den net.art generator collagierten Bildes ist und ob dieser es ausstellen oder gar verkaufen darf. Die vier Experten kommen am Ende alle zu unterschiedlichen Ergebnissen. Tatsächlich durfte Sollfrank ihre „Flowers“ nicht ausstellen, da der Leiter des plug.in rechtliche Konsequenzen befürchtete. In Basel konnte somit nur die Videoinstallation gezeigt werden.
2. copyright © cornelia sollfrank 2004, Video, 45 Min.
 Auf dem Video copyright © cornelia sollfrank 2004 liest Sollfrank einen von ihr verfassten Text mit demselben Titel vor. Der Text handelt von den automatisch generierten „Flowers“ und von der Frage der Autorschaft dieses Bildes. In der anschließenden Diskussion führt Sollfrank mehrere mögliche Autoren an. Zunächst hätte das Computerprogramm Anspruch auf den Autorentitel, da es das Bild herstellt. Auch der Programmierer, der den Code des Programms geschrieben hat, könnte Ansprüche anmelden. Ebenso der Nutzer der Software, er gibt die Suchkriterien ein und ist somit auch maßgeblich an der Bildherstellung beteiligt. Auch der tatsächliche Autor, der das Motiv kreiert und veröffentlicht hat, kann Anspruch als ein Urheber erheben. An letzter Stelle nennt Sollfrank die Person, die die Idee für den net.art generator hatte. Diese Problematik der Autorschaft kann nicht gelöst werden.
3. I DON'T KNOW, Videointerview mit Andy Warhol, 14 Min., 1968/2006
 Die beiden ersten Werkteile führen zu keinem eindeutigen verbindlichen Ergebnis in Bezug auf Frage wer der Autor der durch den net.art generator hergestellten „Flowers“ ist. Als Konsequenz daraus befragt Sollfrank, einen der möglichen Autoren. In einem fingierten Interview befragt die Künstlerin Andy Warhol zu seinen „Flowers“ und deren weiteren Verwendung. Beide Künstler diskutieren über Autorschaft und geistigen Besitz in der Kunst. Letztlich fragt Sollfrank Warhol ob sie seine „Flowers“ in ihrer Arbeit verwenden darf. Warhol stimmt diesem zu.
4. PRINTS and wall-paintings , Mag:net Gallery, Manila, Kunstverein, Hildesheim, 2006

Sollfrank stellt die generierten „Flowers“ als gedruckt Bilder aus.
1. Expanded Original
 Dieser Teil der Arbeit erforscht neue Methoden, die komplizierte und kontroverse Anerkennungsverfahren von Kunstwerken vermeiden können. Besonders nützliche wäre eine neue Methode bei Bildern die theoretisch ständig in gleicher Qualität hergestellt werden können. An diesem Werkteil wird nach wie vor gearbeitet.
2. Hue and Cry , Video, 4 Min.
 Dieses Video zeigt die generierten „Flowers“, wie sie das gesamte Farbspektrum durchlaufen.

Allen Arbeiten liegt eine Auseinandersetzung mit Andy Warhol zu Grunde. Sowohl Warhols Motive („Flowers“) und Arbeitsmethoden, als auch er selbst als leibhaftiger Interviewpartner sind Bestandteil des Werkzyklus. Warhol arbeitete mit vorhandenen populären Motiven aus Werbung und Medien. An der Herstellung seiner Bilder nahm Warhol kaum teil, durch das Siebdruckverfahren war es nicht zwingend notwendig, dass er selber die Gemälde produziert. Diese Arbeit wurde in seiner Werkstatt von seinen Assistenten vorgenommen. Kurz vor seinem Tod befasste sich Warhol mit dem Medium Computer und mit der Idee von großen Siebdrucken digitaler Bilder.
Hier setzt Sollfrank das Experiment Warhols fort, in dem sie den Computer als Werkzeug und das Internet als unerschöpfliches Materiallager nutzt.
Das Ausstellungsprojekt ist Bestandteil der Promotion Sollfranks. Die Arbeit THIS IS NOT BY ME wird ein praktisches Beispiel sein.

## Ausstellungen und weitere Werke
1992:
- Penisneidspiele, Beitrag zur documenta IX (Kunstfernsehen mit van-Gogh TV), Kassel (Projekt der Gruppe "frauen·und·technik ")

1993:
- Narzissmus in den Medien am Beispiel Fernsehen, Performance, Produzentengalerie Kunstitut, Stuttgart (Projekt der Gruppe "-Innen")
- The New Woman, Postkartenaktion

1994:
- information art, Performance, Hochschule für bildende Künste, Hamburg

1996:
- New Media - Old Roles, Intervention bei der Computermesse CeBit, Hannover (Projekt der Gruppe "-Innen plus")
- Reality Check, net.art Event im Rahmen des Projektes 'Skin Laboratory', Hamburg
- Remote Viewing, Ars Electronica, Linz, AT

1997:
- Female Extension
- Hybrid WorkSpace, documenta X, Kassel (Projekt des Old Boys Network)

1998:
- The New Woman, NEID Show, Künstlerhaus Bethanien, Berlin
- First Cyberfeminist International, Reader-Präsentation, Ars Electronica, Linz, AT

1999:
- Net.art generator

2000:
- Have Code-Will Destroy, 'Tenacity - Cultural Practices in the Age of Global Information- and Biotechnologies, Shedhalle, Zürich, CH.
- Have Code-Will Destroy, UFO Strategies', Medienkunsthaus Oldenburg, DE.
- Liquid Hacking Laboratory, Log-in, Kunstverein Nürnberg, DE.
- Unauthorized Access, CrossFemale-Metaphors of the Female, Künstlerhaus Bethanien, Berlin, DE.

2001:
- Künstlerbilder, Galerie Mesaoo Wrede, Hamburg, DE.
- networked reality, Solo Show, Galleri 21, Malmö, SE.
- improved television, cyberfem spirit, Medienkunsthaus, Oldenburg, DE.

2002:
- net.art generator, GENERATOR, Spacex Gallery, Exeter, UK.
- Guided tour through hackerland, Performance, Chaos Communication Congress, Berlin, DE.

2003:
- fem and - party & workshop, mit Musikerinnen (elektronische Musik), (Laurence Rassel and Maya Consuelo Sternel), Melkweg Amsterdam in Zusammenarbeit mit next5minutes, Amsterdam, NL.
- net.art generator, Sammlung für zeitgenössische Kunst der Volksfürsorge, Le Royal Meridien, Hamburg, DE.

2004:
- have script, will destroy, Mostra Internacional de Film deDones, Barcelona, ES.
- Automatisch generierte Autorschaft, Hörspiel, Reihe des ORF-Kunstradios, Wien, AT.

2005:
- Warhol Flowers, Verkaufsshow, HGKZ, Zürich, CH.
- TammTamm – Künstler informieren Politiker, Hamburg, DE.

2006:
- THIS IS NOT BY ME, Einzelausstellung, Kunstverein Hildesheim, DE.

2007:
- MuseumShop, Einzelausstellung, Märkisches Museum Witten, DE.
- I DON’T KNOW, Interview mit Andy Warhol, Video-/Installation (1968/2006), Shift Festival der elektronischen Künste, Basel, CH.
- Kunstmaschinen Maschinenkunst, Schirn Kunsthalle, Frankfurt, DE.

2008:
- Kunstmaschinen Maschinenkunst, Museum Tinguely, Basel, CH,
- Anna Kournikova Deleted by Memeright Trusted System, Hartware MedienKunstVerein (HMKV), Phoenixhalle, Dortmund, DE.
- re:act feminism, Akademie der Künste Berlin, DE.

2009:
- Originale und andere Fälschungen, Einzelausstellung, Edith-Russ-Haus für Medienkunst, Oldenburg, DE.
- Unlimited Edition, Solo exhibition, Mejan Labs, Stockholm, Oslo, N.
- Agents&Provocateurs, Institute of Contemporary Art – Dunaújváros, HU.
- Bauch oder Kopf. Wie viel Theorie braucht die Kunst? hub:kunst.diskurs e. V., EISFABRIK, Hannover, DE.
- International Biennial of Contemporary Graphic Art, Novosibirsk State Art Museum, Novosibirsk, RU.

2010:
- Cultures(s) of the Copy, Edith-Ruß-Haus für Medienkunst, Oldenburg, DE.
- Dog is my co-pilot, Vejle, DK.
- REVERSE, Kunstmuseum, Omsk, RU.
- Inter-Cool 3.0, HMKV Dortmund, DE.
- Cultures(s) of the Copy, Goethe-Institut, Hongkong, CN.
- Old News, Center for Contemporary Art CCA, Lagos, NI.
- Agents&Provocateurs, HMKV, Medienkunstverein, Dortmund, DE.

2011:
- the art of hacking, Netherland’s Media Art Institute, Amsterdam, NL/
- reverse, Galerie 'Z', Bratislava, SLO.
- Identités précaires, Musée Jeu de Paume, Paris, F.

2012:
- Sound Art. Sound as a Medium of Art, ZKM Medien Museum, Karlsruhe, DE.
- Megacool 4.0. Youth and Art, Künstlerhaus, Vienna, A.
- re.act.feminism #2 – a performing archive, Wyspa Institute of Art in Gdańsk, PL.
- International Biennial of Contemporary Graphic Art, Novosibirsk State Art Museum, Novosibirsk, RU.
- This is not by me, Visual Research Centre, Dundee Contemporary Arts, Dundee, UK.

2013:
- Tools of Distorted Creativity, ‚transmediale’ 2013, Haus der Kulturen der Welt, Berlin, DE.
- Curated by Law, Akademie Schloss Solitude, Stuttgart, DE.
- re.act.feminism #2 – a performing archive. Fundació Antoni Tàpies, Barcelona, ES.

2014:
- Public Library – Rethinking the infrastructures of knowledge production, Württembergischer Kunstverein Stuttgart, DE.
- Coded After Ada Lovelace, Hannah McLure Centre, Neon Festival for Digital Culture, Dundee, UK.

2015:
- Porn to Pizza - Domestic Clichés, DAM Galerie, Berlin, DE.
- Hipster und Hamster. Zur Konsumästhetik des Mobiltelefons, Museum for Applied Arts, Frankfurt, DE.

2016:
- in_SUBJECT, Taipeh Digital Arts Festival, Taipeh, TW.
- À la recherche de l’information perdue. Performance, Bergen Kunsthall Landmark, Bergen, NO.
- Hacking Social Reality. Stage play with Kevin Rittberger (director, Theatre Basel), Basel, CH.

2017:
- commons lab, Studio XX, Montreal, CAN. Zusammen mit der Designerin Janine Sack hat Sollfrank ein Designkonzept entwickelt, zu dem auch die Nutzung einer frei lizenzierten Schrift gehört.[25]
- Multiple Future. Yebisu International Festival for Art & Alternative Visions, Tokyo Photographic Art Museum, JP.

2018:
- action purplenoise I demo esslingen, Stadt der Frauen Festival, Esslingen, DE.
- Drehmoment Festival für Produktionskunst, Stuttgart, DE.
- TopTens. 24h Ubu Screening, SHADOW LIBRARIES, Onassis Cultural Center, Athens, GR.

2019:
- Writing the History of the Future. Die Sammlung des zkm, Stuttgart, DE.
- Automat und Mensch, Galerie Kate Vass, Zürich, CH.
- Bayerischer Rundfunk "Nachtstudio", 24. September 2019 ("Total Digital oder Postdigital")
- I am not a local girl von Cornelia Sollfrank, Kampnagel Hamburg[26]

2020:
- We=link: Sideways. Chronus Art Center, Shanghai, CN.[27]

2021:
- Open Codes. Networked Commons, Nam June Paik Art Center, Seoul, KR.[28]

2022:
- NfTNeTArT. From Net Art to NFT, panke.gallery, Berlin und Office IMPART, Berlin.

- #shareyourair by #purplenoise. Breathing Choir,  Kunstmuseum Wolfsburg

2024:
- beyond algorithms_digital utopia /net.art generator, Bonn / Frauenmuseum[29]

- Latent Spaces - Performing Ambiguous Data The Art of Self-Quantification /Breathing Data, Braunschweig / Hochschule für bildende Künste (HBK)[30]

## Publikationen
- net.art generator. Verlag für moderne Kunst, Nürnberg 2004. ISBN 3-936711-30-5.
- expanded ORIGINAL, Hrsg./Eds. Sabine Himmelsbach, Edith-Ruß-Haus für Medienkunst, Hatje Cantz Verlag, Ostfildern 2009. ISBN 3-7757-2390-0, ISBN 978-3-7757-2390-9.
- Fix My Code, Cornelia Sollfrank & Winnie Soon, EECLECTIC, Berlin 2021. ISBN 978-3-947295-49-4
- Aesthetics of the Commons, Shusha Niederberger, Cornelia Sollfrank and Felix Stalder (Hrsg.), Diaphanes, Zürich 2021. ISBN 978-3-0358-0345-7.